# Платон (Любарский)
Архиепископ Платон (в миру Пётр Иванович Любарский; 12 июня 1738 — 20 октября 1811) — епископ Русской православной церкви, архиепископ Екатеринославский, Херсонский и Таврический, духовный писатель.

## Биография
Пётр Любарский родился 12 июня 1738 года в Черниговской губернии в семье священника.
Первоначально обучался в Ярославской духовной семинарии. Заканчивал образование в коллегиуме и в Киевской духовной академии. По окончании курса поселился в Вятской епархии, где епископом был его родственник Варфоломей (Любарский), и в этой епархии с 1762 года исправлял должность проповедника.
С 1763 по 1772 год — префект и преподаватель разных предметов Вятской духовной семинарии.
18 ноября 1770 года (по другим источникам, 5 августа 1771 года) пострижен в монашество.
В 1771 году возведён в сан игумена Верхочепецкого Крестовоздвиженского монастыря, который в 1769 году был соединён со Слободским Богоявленским монастырём.
5 августа 1772 года назначен ректором Казанской духовной семинарии, учителем и настоятелем Спасо-Преображенского Казанского монастыря.
В 1773 году возведён в сан архимандрита.
В 1779 году вызван на чреду священнослужения в Санкт-Петербург.
С 30 октября 1785 года — настоятель Свияжского Богородицкого Успенского монастыря.
21 июня 1788 года переведён в Воскресенский Ново-Иерусалимский монастырь.
31 марта 1792 года переведён в Московский Донской монастырь.
30 мая того же года назначен вторым членом Московской Синодальной конторы.
26 февраля 1794 года хиротонисан во епископа Тамбовского и Пензенского.
11 марта того же года назначен епископом Астраханским и Ставропольским.
1 апреля 1796 года возведён в сан архиепископа.
С 16 октября 1799 года стал именоваться Астраханским и Моздокским.
20 января 1800 года награждён орденом Святого Александра Невского. 
С 4 декабря 1803 года стал называться Астраханским и Кавказским.
18 августа 1805 года назначен архиепископом Екатеринославским, Херсонским и Таврическим.
В 1809 году получил алмазный крест на клобук.
За свою лихую ухватку и скорость на руку преосвященный Платон получил от духовенства и мирян прозвище «запорожец».
Скончался 20 октября 1811 года в Екатеринославе. Погребён в Самарском Пустынно-Николаевском монастыре в Николаевской церкви.

## Сочинения
- Поучение к казанской пастве о сохранении верности императрице в октябре 1773 г. Речь при освящении знамён полка князя Урусова. — М., 1799.
- Надгробное слово Бибикову 24 апреля 1774 г. Две речи на торжество открытия Казанского наместничества. — М., 1781. Вятская иерархия // Чтения в Обществе истории и древностей российских. — М., 1846—1918; 1848, № 7.
- Астраханская иерархия // Чтения в Обществе истории и древностей российских. — М., 1846—1918; 1848, № 7.
- Известия о Казанском Преображенском монастыре с прибавлением надписей и грамот (рукопись).
- Казанская иерархия (рукопись). Краткое известие о Пугачёве: в 2 т. // Пушкин А. С. История Пугачёва. Письма к Б. Каменскому о пугачёвщине (архивы старых дел).